# バッジエンジニアリング
バッジエンジニアリング（Badge engineering）は、自動車業界において兄弟車・姉妹車を別の販売網で売るために商品名やエンブレム、いわゆる車名やブランド名のバッジを変えて販売する手法。
自動車におけるOEMであり、リバッジ（Rebadge）ともいう。また、このような車種をリバッジモデルまたはバッジモデルという。

## 概要
多くの自動車ブランドを擁するアメリカ合衆国のビッグスリーや、イギリスのBMC（現在は消滅）、フランスのルノー、日本ではトヨタ自動車やその子会社などに多く見られる。実際にはバッジのみならず、ブランド毎の「伝統」や「価格差」を表現するため、また、販売国の嗜好を反映させるために、フロントグリルや、時には灯火類（前照灯や尾灯）や外板まで含めた変更がなされている。
日本では1970年（昭和45年）頃から登場し、主に販売チャネルの多さや、当時相次いで傘下となったダイハツ工業や日野自動車との結びつきが強いことから、トヨタ自動車が得意としている。最近ではディーラー網の統廃合などで乗用車については減りつつある。
一方、各社の合理化により、生産車種を絞る傾向にある昨今の風潮のなかで、乗用車大手が小型商用車のラインナップをそろえる際に多用されるようにもなっている。代表的な車種に、メーカー4社間における系列を超えたエルフやキャリイ・エブリィの供給関係がある。また、乗用車においてもある特定のジャンルのラインナップ強化は必要と認識しているものの事情（自社開発を断念せざるを得ない理由がある、グループに近似した未発売の車種がある、そのジャンルがそのメーカーの苦手分野である、各種規制等から販売上の有利・不利がある、製品の販路拡大が望めるなど）により外部から供給する場合もある。変わった事例としてはダイハツ・メビウスやいすゞ・コモのようにその市場の特性から、ある特定の市場にのみ異なる名称が与えられるケースもある。
更に近年では2代目日産・クリッパーやUD・カゼットのケースのように「A車のOEM元であったB車がC車のOEMとなり、その結果A車がC車のOEMとなる」という二重OEMとでも言うべき状況まで発生している。

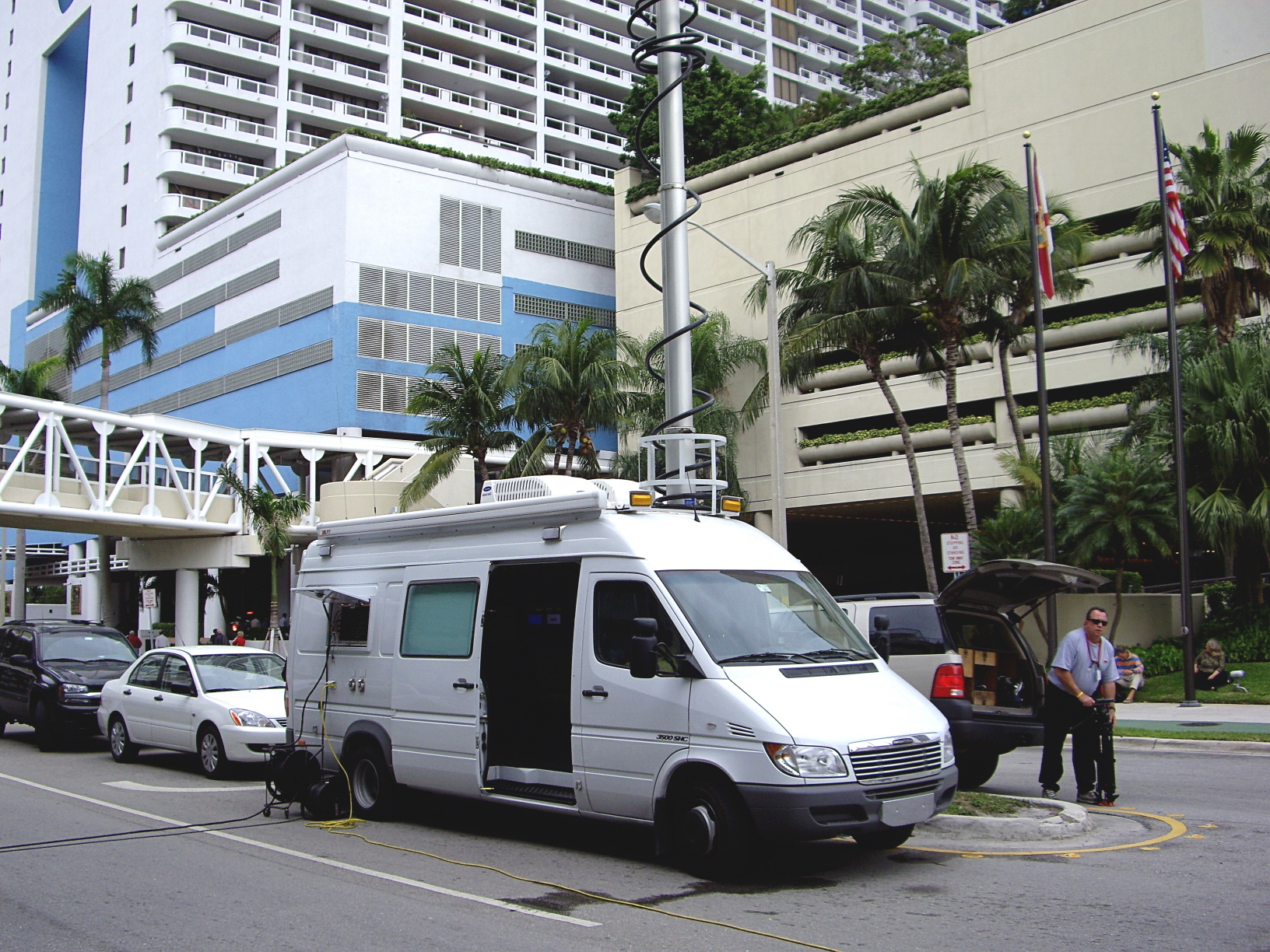
フレートライナー・トラックス・スプリンター
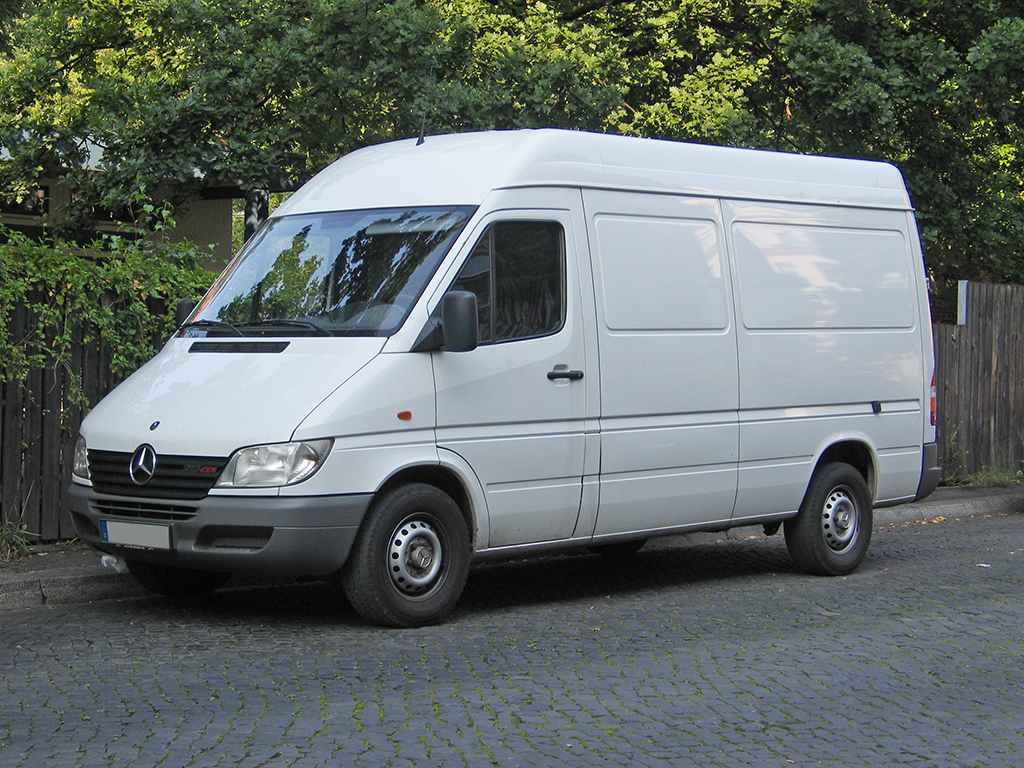
メルセデス・ベンツ スプリンター
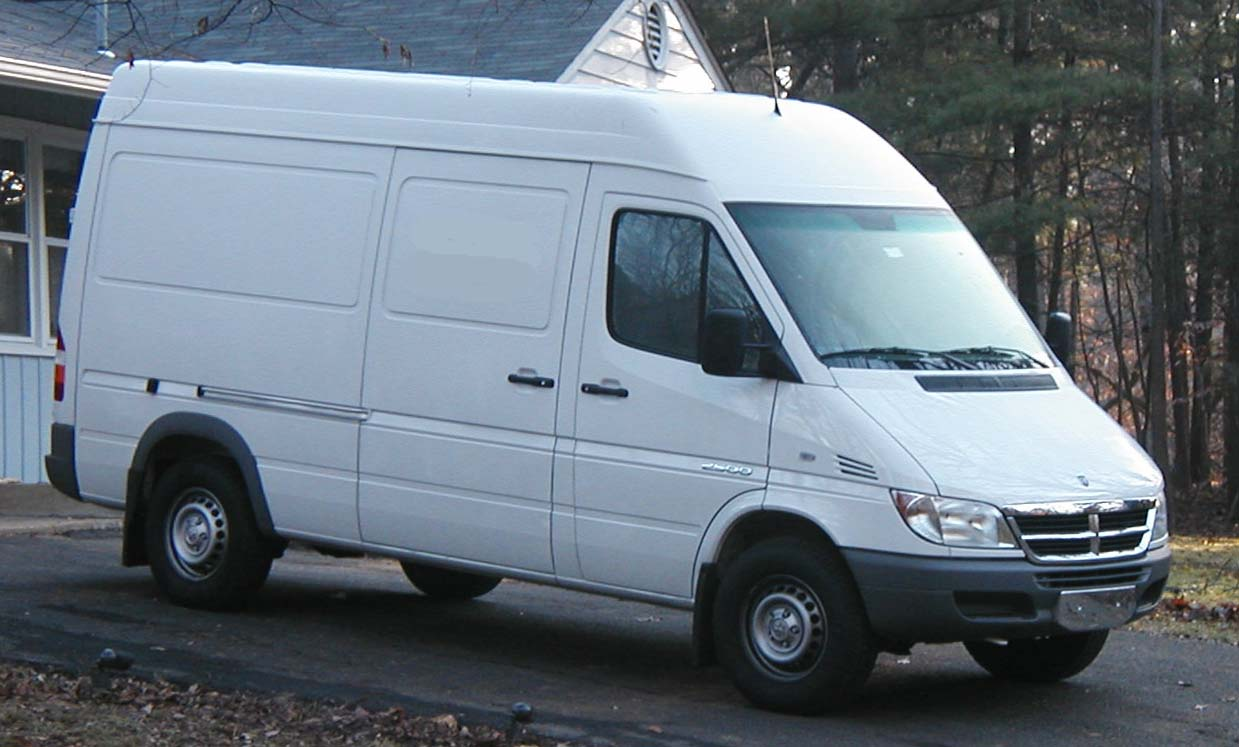
ダッジ・スプリンター
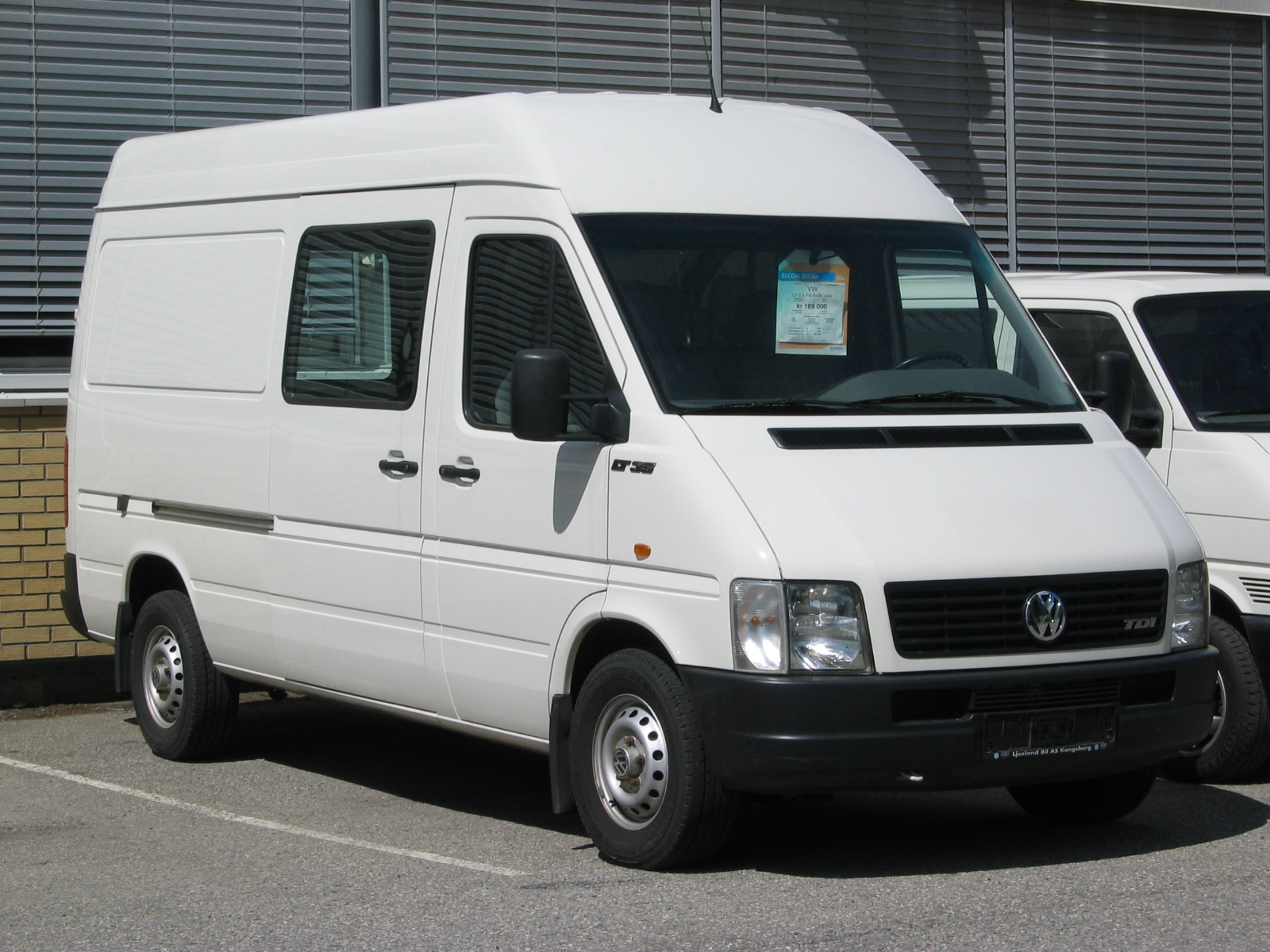
フォルクスワーゲン・LT （次代ではクラフタ―に変更された）

## バッジエンジニアリングの一覧

### トヨタ自動車
| メイン車種                                | OEM車種                               | 概要                         |
| ----------------------------------------- | ------------------------------------- | ---------------------------- |
| トヨタ・カムリ（6代目以降）               | ダイハツ・アルティス                  |                              |
| トヨタ・コースター                        | 日野・リエッセII                      | 現在は両車共車体は岐阜車体製 |
| トヨタ・プリウスα                         | ダイハツ・メビウス                    |                              |
| トヨタ・プロボックス/サクシード           | マツダ・ファミリアバン（10代目以降）  |                              |
| トヨタ・ライトエーストラック              | ダイハツ・デルタ750（セブンハーフ）   |                              |
| トヨタ・ラクティス（2代目）               | スバル・トレジア                      |                              |
| トヨタ・ハイエース/トヨタ・レジアスエース | マツダ・ボンゴブローニィ（3代目以降） |                              |
| トヨタ・ノア/トヨタ・ヴォクシー           | スズキ・ランディ（4代目以降）         |                              |
| トヨタ・カローラツーリングスポーツ        | スズキ・スウェイス                    | 日本未発売                   |

### 日産自動車
| メイン車種            | OEM車種                                | 概要       |
| --------------------- | -------------------------------------- | ---------- |
| 日産・ADバン          | スバル・レオーネバン（4代目～5代目）   |            |
| 日産・ADバン          | マツダ・ファミリアバン（7代目～9代目） |            |
| 日産・ADバン          | 三菱・ランサーカーゴ（2代目）          |            |
| 日産・ウイングロード  | マツダ・ファミリア（7代目）            |            |
| 日産・NV350キャラバン | いすゞ・コモ                           |            |
| 日産・NV350キャラバン | 三菱ふそう・キャンターバン             | 日本未発売 |
| 日産・セレナ          | スズキ・ランディ（3代目まで）          |            |
| 日産・アトラス        | いすゞ・エルフ100                      |            |
| 日産・アトラス        | 三菱ふそう・キャンターガッツ           |            |
| 日産・フロンティア    | スズキ・イクエーター                   | 日本未発売 |
| 日産・シビリアン      | いすゞ・ジャーニー（2代目～3代目）     |            |

### スズキ
| メイン車種                   | OEM車種                                                              | 概要                 |
| ---------------------------- | -------------------------------------------------------------------- | -------------------- |
| スズキ・アルト               | マツダ・キャロル（4代目以降）                                        |                      |
| スズキ・アルト               | 日産・ピノ                                                           |                      |
| スズキ・MRワゴン             | 日産・モコ                                                           |                      |
| スズキ・カルタスバン（初代） | いすゞ・ジェミネット                                                 |                      |
| スズキ・キャリイ/エブリイ    | マツダ・スクラム                                                     |                      |
| スズキ・キャリイ/エブリイ    | 日産・NV100/NT100クリッパー/NV100クリッパーリオ                      |                      |
| スズキ・キャリイ/エブリイ    | 三菱・ミニキャブ/タウンボックス                                      |                      |
| スズキ・スペーシア           | マツダ・フレアワゴン                                                 |                      |
| スズキ・ソリオ               | 三菱・デリカD:2                                                      |                      |
| スズキ・ハスラー             | マツダ・フレアクロスオーバー                                         |                      |
| スズキ・ワゴンR              | マツダ・AZ-ワゴン                                                    | 1994年から2012年まで |
| スズキ・ワゴンR              | マツダ・フレア                                                       | 2012年以降           |
| スズキ・バレーノ             | トヨタ・グランツァ                                                   | 日本未発売           |
| スズキ・ビターラブレッツァ   | トヨタ・アーバンクルーザー                                           | 日本未発売           |
| スズキ・エルティガ           | マツダ・VX-1/プロトン・エルティガ（初代）、トヨタ・ルミオン（2代目） | 日本未発売           |

### ダイハツ工業
| メイン車種               | OEM車種                               | 概要 |
| ------------------------ | ------------------------------------- | ---- |
| ダイハツ・アトレー       | スバル・ディアスワゴン                |      |
| ダイハツ・タント         | スバル・シフォン                      |      |
| ダイハツ・ミライース     | スバル・プレオプラス                  |      |
| ダイハツ・ミライース     | トヨタ・ピクシスエポック              |      |
| ダイハツ・ムーヴ         | スバル・ステラ（2代目以降）           |      |
| ダイハツ・ムーヴコンテ   | トヨタ・ピクシススペース              |      |
| ダイハツ・ハイゼット     | スバル・サンバー（7代目以降）         |      |
| ダイハツ・ハイゼット     | トヨタ・ピクシストラック/ピクシスバン |      |
| ダイハツ・グランマックス | トヨタ・タウンエース（4代目以降）     |      |
| ダイハツ・グランマックス | トヨタ・ライトエース（6代目）         |      |
| ダイハツ・グランマックス | マツダ・ボンゴ（5代目以降）           |      |
| ダイハツ・クー           | スバル・デックス                      |      |
| ダイハツ・クー           | トヨタ・bB（2代目）                   |      |

### 本田技研工業
| メイン車種                           | OEM車種                      | 概要 |
| ------------------------------------ | ---------------------------- | ---- |
| ホンダ・アコード（セダン）           | いすゞ・アスカ（3～4代目）   |      |
| ホンダ・クイントインテグラ（セダン） | ローバー・416i               | 画像 |
| ホンダ・ドマーニ                     | いすゞ・ジェミニ（4～5代目） |      |

### 富士重工業（現・SUBARU）
| メイン車種                              | OEM車種                         | 概要 |
| --------------------------------------- | ------------------------------- | ---- |
| スバル・レガシィ（初代セダン）          | いすゞ・アスカCX（2代目アスカ） |      |
| スバル・レオーネエステートバン（3代目） | いすゞ・ジェミネットII          |      |

### 三菱自動車工業
| メイン車種           | OEM車種                 | 概要       |
| -------------------- | ----------------------- | ---------- |
| 三菱・エクスパンダー | 日産・リヴィナ（2代目） | 日本未発売 |

### マツダ
| メイン車種                      | OEM車種                           | 概要 |
| ------------------------------- | --------------------------------- | ---- |
| マツダ・プレマシー（3代目）     | 日産・ラフェスタ ハイウェイスター |      |
| マツダ・ボンゴ/ボンゴブローニイ | フォード・スペクトロン/J80/J100   |      |
| マツダ・ボンゴ/ボンゴブローニイ | ユーノスカーゴ                    |      |
| マツダ・ボンゴ/ボンゴブローニイ | 日産・バネット                    |      |
| マツダ・ボンゴ/ボンゴブローニイ | 三菱・デリカ                      |      |

### いすゞ自動車
| メイン車種           | OEM車種                                                                    | 概要 |
| -------------------- | -------------------------------------------------------------------------- | ---- |
| いすゞ・エルガ       | 日野・ブルーリボンII                                                       |      |
| いすゞ・ビッグホーン | スバル・ビッグホーン、ホンダ・ホライゾン、アキュラ・SLX                    |      |
| いすゞ・ミュー       | ホンダ・ジャズ                                                             |      |
| いすゞ・ウィザード   | ホンダ・パスポート                                                         |      |
| いすゞ・フォワード   | UD・コンドル（5代目以降）                                                  |      |
| いすゞ・エルフ       | マツダ・タイタン（5代目以降）                                              |      |
| いすゞ・エルフ       | 日産・アトラス（1.5tクラスは4代目以降、2tクラスは3代目～4代目・6代目以降） |      |
| いすゞ・エルフ       | UD・コンドル2t系（3代目～4代目）                                           |      |
| いすゞ・エルフ       | UD・カゼット（3代目以降）                                                  |      |
| いすゞ・エルフUT     | 日産・アトラスMAX                                                          |      |

### 日野自動車
| メイン車種     | OEM車種                            | 概要             |
| -------------- | ---------------------------------- | ---------------- |
| 日野・デュトロ | トヨタ・ダイナ                     |                  |
| 日野・デュトロ | トヨタ・トヨエース（7代目～8代目） | 2020年に販売終了 |

### 三菱ふそうトラック・バス
| メイン車種             | OEM車種                     | 概要 |
| ---------------------- | --------------------------- | ---- |
| 三菱ふそう・キャンター | 日産・NT450アトラス         |      |
| 三菱ふそう・キャンター | UD・カゼット（初代・2代目） |      |

### ルノー
| メイン車種           | OEM車種                     | 概要       |
| -------------------- | --------------------------- | ---------- |
| ルノー・キャプチャー | （初代）ルノーサムスン・QM3 | 日本未発売 |
| ルノー・キャプチャー | （2代目）三菱・ASX          | 日本未発売 |
| ルノー・トラフィック | 日産・NV300                 | 日本未発売 |
| ルノー・トラフィック | フィアット・タレント        | 日本未発売 |
| ルノー・トラフィック | 三菱・エクスプレス          | 日本未発売 |
| ルノー・タリスマン   | ルノーサムスン・SM6         | 日本未発売 |

### ルノーコリア自動車（旧・ルノーサムスン自動車）
| メイン車種          | OEM車種                                  | 概要             |
| ------------------- | ---------------------------------------- | ---------------- |
| ルノーサムスン・SM5 | ルノー・サフラン（2代目）                | 日本未発売       |
| ルノーサムスン・SM5 | ルノー・ラティテュード/サフラン（3代目） | 日本未発売       |
| ルノーサムスン・SM3 | ルノー・スカラ（初代）                   | 日本未発売       |
| ルノーサムスン・SM3 | 日産・アルメーラクラシック               | 日本未発売       |
| ルノーサムスン・SM3 | ルノー・フルエンス（2代目）              | 日本未発売       |
| ルノーサムスン・XM3 | ルノー・アルカナ                         | 前者は日本未発売 |

### ダチア
| メイン車種       | OEM車種          | 概要       |
| ---------------- | ---------------- | ---------- |
| ダチア・ロガン   | ルノー・ロガン   | 日本未発売 |
| ダチア・ロガン   | 日産・アプリオ   | 日本未発売 |
| ダチア・ダスター | ルノー・ダスター | 日本未発売 |
| ダチア・ダスター | 日産・テラノ     | 日本未発売 |

### オペル
| メイン車種           | OEM車種                    | 概要       |
| -------------------- | -------------------------- | ---------- |
| オペル・インシグニア | ボクスホール・インシグニア | 日本未発売 |
| オペル・インシグニア | ビュイック・リーガル       | 日本未発売 |
| オペル・インシグニア | ホールデン・コモドア       | 日本未発売 |

### ビュイック
| メイン車種           | OEM車種          | 概要       |
| -------------------- | ---------------- | ---------- |
| ビュイック・ラクロス | GM・アルフェオン | 日本未発売 |

### シボレー
| メイン車種                  | OEM車種                     | 概要             |
| --------------------------- | --------------------------- | ---------------- |
| シボレー・クルーズ（2代目） | ホールデン・クルーズ        | 日本未発売       |
| シボレー・エピカ            | スズキ・ヴェローナ          | 日本未発売       |
| シボレー・オプトラ          | スズキ・フォレンツァ/リーノ | 後者は日本未発売 |
| シボレー・キャバリエ        | トヨタ・キャバリエ          |                  |